# Patrice Cohen-Séat
Patrice Cohen-Séat (né le 27 novembre 1947) est un avocat et un homme politique français, membre du Parti communiste français.

## Biographie
Il adhère en 1974 au Parti communiste français, et devient avocat au barreau de Paris la même année. Membre de la direction de l'Institut de recherches marxistes, il cofonde Espaces Marx, dont il devient président en 1996. 
Patrice Cohen-Séat entre au Comité national lors du XXIXe congrès en 1996. Il est responsable de la commission des statuts pour le congrès de Martigues en 2000, où il est élu au Collège exécutif, chargé des questions institutionnelles. Il anime le travail sur les institutions, qui débouche sur la rédaction d'une brochure intitulée Pour une démocratisation permanente de la République.
En 2001, il est élu conseiller du 9e arrondissement de Paris, où il est délégué aux relations avec le monde salarié. Il est chargé de la communication, des études et des relations avec les médias au Comité exécutif national depuis le XXXIIIe congrès, en 2006. 
En 2007, il est directeur de campagne de Marie-George Buffet à l'élection présidentielle de 2007. À la suite de son score, il fait savoir devant des journalistes que tout espoir n'est pas perdu pour le PC d'obtenir un groupe à l'Assemblée nationale. Il écrit un livre, Communisme : l'avenir d'une espérance, dans lequel il revient sur l'échec de la gauche et donne sa réflexion sur la « crise historique de la gauche », et plus particulièrement celle du Parti communiste français.
Il quitte l'exécutif national du PCF en 2009, mais reste membre de son Conseil national.

## Ouvrages
- Patrice Cohen-Séat, Véronique Marmorat & Jean-Louis Péru, Guide du financement électoral, Dalloz, 1995 (ISBN 978-2-247-01890-1)
- Patrice Cohen-Séat, Communisme : l'avenir d'une espérance, Paris, Calmann-Lévy, 2007, 227 p. (ISBN 978-2-7021-3852-6)
- Patrice Cohen-Séat (dir.) et Alain Hayot, Oser la culture, Paris, Éditions Arcane, 2013, 161 p. (ISBN 978-2-918721-30-7)
- Patrice Cohen-Séat, Peuple ! Les luttes de classes au XXIe siècle, Paris, Demopolis, 2016, 160 p. (ISBN 978-2-35457-093-4)
- Patrice Cohen-Séat, Nicole Borvo Cohen-Seat, Réinventer la gauche : pour une nouvelle organisation politique des classes populaires, Paris, Demopolis, 2017, 146 p. (ISBN 978-2-35457-120-7)